# Чиковани
Чиковани (груз. ჩიქოვანი) — грузинский княжеский и дворянский род из Мегрелии.
Изначально азнаурский (дворянский) род из Лечхуми. Возвышение рода связано с епископом Чкондидским Эвдемосом Чиковани, который помог своему брату Кации стать Лечхум-батони (князем Лечхумским), и фактическим правителем Мегрелии при Леване III Дадиани. От старшего сына Кации Георгия происходит второй дом владетельных князей Мегрелии Дадиани, свергнувших первый дом и правивших княжеством с 1691 года. От второго сына Иессе происходят князья Чиковани.

## Известные представители
- Чиковани, Кация — князь Лечхуми, князь Салипартиано.
- Чиковани, Иессе — князь Лечхуми (Лечхум-батони) (1682—1704), был женат на имеретинской царевне Мариам (? — 1726), родоначальник князей Чиковани.
- Чиковани, Григол (1777—1823) — князь, митрополит Цаишский.